# Paróquia Santo Antônio (São Domingos do Prata)
A Paróquia Santo Antônio  de Pádua é uma divisão da Igreja Católica sediada no município brasileiro de São Domingos do Prata, no interior do estado de Minas Gerais. A paróquia faz parte da Diocese de Itabira-Fabriciano, estando situada na Região Pastoral II. Foi criada em 28 de outubro de 2010.